# Distretto di Gaoling
Il distretto di Gaoling (高陵区S, Gāolíng QūP) è un distretto della Cina, situato nella provincia dello Shaanxi e amministrato dalla città-prefettura di Xi'an.